# Tekirova
Tekirova ist eine touristisch erschlossene Gemeinde im Landkreis Kemer der türkischen Provinz Antalya. Tekirova liegt ca. 12 km südlich von Kemer und etwa 60 km von Antalya entfernt an der lykischen Mittelmeerküste. 

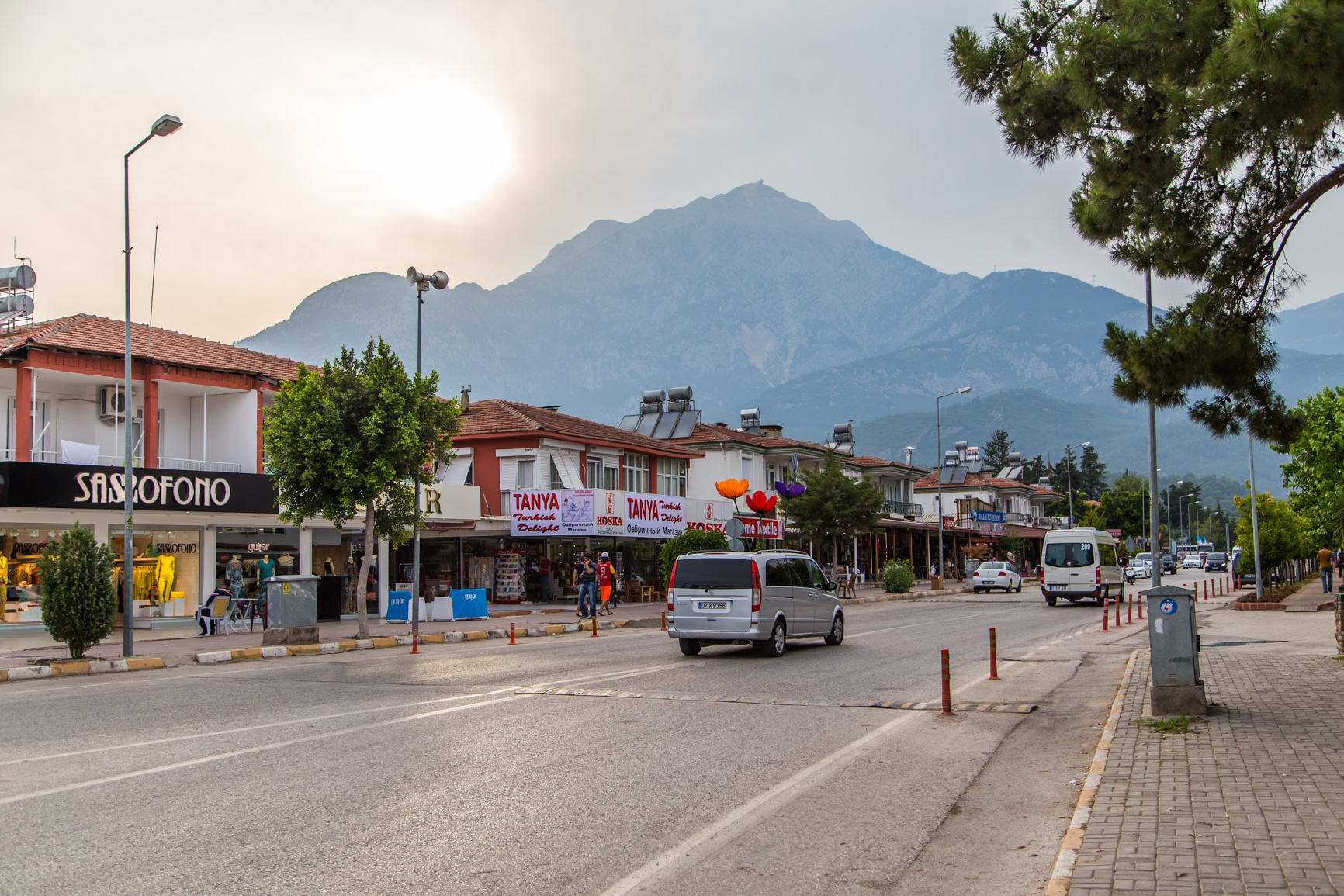
Eine Straße in Tekirova

Der Strand ist ein grobkörniger Sand- und Kiesstrand. In der Nähe mündet ein kalter Gebirgsfluss in das Meer.

## Sehenswürdigkeiten um Tekirova
Ein touristischer Anziehungspunkt bei Tekirova ist seit 2005 der EKO-Park. Dabei handelt es sich um einen botanischen Garten mit Reptilienfarm.
Nördlich von Tekirova befindet sich als weitere touristische Attraktion die antike Stadt Phaselis.
Tekirova liegt am Rand des unberührten Olimpos-Beydağları-Nationalparks. Von der Küste steigt das Taurusgebirges auf, wobei der 2366 m hohe Berg Tahtalı Dağı die Berglandschaft um Tekirova beherrscht.